# Herb Korca
Herb Korca – jeden z symboli ukraińskiego miasta Korzec.

## Opis herbu
Herb składa się z czerwonej tarczy z brązową, zdobną bordiurą. W centralnej części znajduje się płynącą po rzece żółtą barkę, ozdobioną dwiema głowami lwów. Na barce znajduje się baszta, również barwy żółtej. Baszta ta wyglądem nawiązuje do wieży zamku w Korcu.